# Águas da Prata
Águas da Prata – miasto i gmina w Brazylii, w stanie São Paulo. Znajduje się w mezoregionie Campinas i mikroregionie São João da Boa Vista.